# Cophixalus neglectus
Cophixalus neglectus es una especie de anfibio anuro de la familia Microhylidae.

## Distribución geográfica
Es endémica del nordeste de Australia.

## Estado de conservación
Se encuentra amenazada por la pérdida de su hábitat natural.